# Saint-Julien-d’Eymet
Saint-Julien-d’Eymet korábbi község Franciaországban, Dordogne megyében. Lakosainak száma 121 fő (2018. január 1.). Saint-Julien-d’Eymet Flaugeac községgel határos.
2019. január 1-jén Sainte-Innocence és Sainte-Eulalie-d’Eymet korábbi községgel egyesült és az így létrejött Saint-Julien-Innocence-Eulalie új község része lett.

## Népesség
A település népessége az elmúlt években az alábbi módon változott:
| Lakosok száma | 84   | 93   | 96   | 97   | 109  | 110  | 106  | 115  | 117  | 121  |
|               | 1968 | 1975 | 1982 | 1999 | 2006 | 2011 | 2013 | 2016 | 2017 | 2018 |